# Ippei Kokuryō
Ippei Kokuryō (japanisch 國領 一平 Kokuryō Ippei; * 31. Juli 1993 in Higashiōmi) ist ein ehemaliger japanischer Fußballspieler.

## Karriere
Ippei Kokuryō erlernte das Fußballspielen in der Jugendmannschaft von Kyoto Sanga FC. Seinen ersten Vertrag unterschrieb er 2012 bei Kyoto Sanga FC. Der Verein spielte in der zweithöchsten Liga des Landes, der J2 League. 2013 wurde er an den Sagawa Printing Kyoto ausgeliehen. 2015 wurde er an den MIO Biwako Shiga ausgeliehen. 2016 kehrte er zu Kyoto Sanga FC zurück. Für den Verein absolvierte er 10 Ligaspiele. 2017 wechselte er zum Drittligisten AC Nagano Parceiro. Für den Verein absolvierte er 41 Ligaspiele. 2020 wechselte er zum Ligakonkurrenten Vanraure Hachinohe. Nach einem Jahr unterschrieb er Anfang 2021 einen Vertrag beim Viertligisten MIO Biwako Shiga. Nach 44 Ligaspielen beendete er nach der Saison 2023 seine Karriere als Fußballspieler.